# Jesús Eduardo Zavala
Jesús Eduardo Zavala (* 21. Juli 1987 in Monterrey, Nuevo León) ist ein mexikanischer Fußballspieler, der vorwiegend im Mittelfeld agiert. 

## Leben

### Verein
Zavala begann seine Karriere als Profifußballspieler in der Saison 2004/05 bei den Cobras Ciudad Juárez, einem ehemaligen Farmteam seines Heimatvereins CF Monterrey, das 2005 abgestoßen wurde. Seither spielte Zavala zeitweise in der neuen B-Mannschaft des CF Monterrey und schaffte bald auch den Sprung in die erste Mannschaft, mit der er sein Debüt in der mexikanischen Primera División in einem am 11. Februar 2006 ausgetragenen Spiel bei Deportivo Toluca gab, das von Monterrey mit 1:0 gewonnen wurde.
Mit den Rayados gewann Zavala bisher zwei Meistertitel (in der Apertura 2009 und der Apertura 2010) sowie zweimal die CONCACAF Champions League (2011 und 2012). 

### Nationalmannschaft
Im Jahr 2011 gelang Zavala der Sprung in die mexikanische Nationalmannschaft, für die er sein Debüt am 9. Februar 2011 gegen Bosnien und Herzegowina (2:0) gab, als er in der 89. Minute für Israel Castro eingewechselt wurde. 
Im Juni 2011 gehörte er zum Kader der Mannschaft, die den CONCACAF Gold Cup 2011 gewann und kam in den Spielen gegen Guatemala (2:1) und die USA (4:2 im Finale) zum Einsatz. 
Ferner war Zavala einer von drei älteren Spielern, die die mexikanische U-23-Auswahl beim Gewinn des Fußballturniers der im Oktober 2011 ausgetragenen Panamerikanischen Spiele verstärkte. 

## Erfolge

### Verein
- Mexikanischer Meister: Apertura 2009, Apertura 2010
- CONCACAF Champions League: 2010/11, 2011/12

### Nationalmannschaft
- CONCACAF Gold Cup: 2011
- Panamerikanische Spiele: 2011 (U-23)